# Ciglenik (Kutjevo)
Ciglenik falu Horvátországban, Pozsega-Szlavónia megyében. Közigazgatásilag Kutjevohoz tartozik.

## Fekvése
Pozsegától légvonalban 17, közúton 24 km-re keletre, községközpontjától légvonalban 8, közúton 10 km-re délre, a Pozsegai-medencében, a Gotószentgyörgy és Knežci közötti út és a Kutjevačka-patak mentén fekszik.

## Története
Területe az itt talált régészeti leletek alapján már ősidők óta lakott, melyet jól bizonyít, hogy a falu határában kőkorszaki és ókori régészeti lelőhely is található.
A mai Ciglenik helyén a középkorban a Bogdinc nevű település feküdt, melyet 1413-ban „Bogdyncz”, 1499-ben „Bogdincz” néven a gradistyei kastély uradalmának részeként említenek a korabeli források. A török uralom idején muzulmán hitre tért horvátok lakták, akik a török kiűzésével Boszniába menekültek. Ezután néhány évig kihalt volt a falu, majd 1697 körül szerb családok települtek ide. 1698-ban már „Cziglenik” néven 4 portával szerepel a török uralom alól felszabadított szlavóniai települések összeírásában. Az első szerb lakosok rövidesen távoztak, de a 18. és 19. század folyamán újabb szerb lakosság telepedett ide. 1702-ben 10, 1740-ben 30 ház állt a településen.
Az első katonai felmérés térképén „Dorf Cziglenik”néven található. Lipszky János 1808-ban Budán kiadott repertóriumában „Cziglenik” néven szerepel. Nagy Lajos 1829-ben kiadott művében „Cziglenik” néven 42 házzal, 239 ortodox vallású lakossal találjuk. A 19. század közepén a szerbek mellé német családok is érkeztek.
A településnek 1857-ben 189, 1910-ben 379 lakosa volt. 1910-ben a népszámlálás adatai szerint lakosságának 48%-a szerb, 42%-a német, 5%-a horvát, 3%-a cseh anyanyelvű volt. Pozsega vármegye Pozsegai járásának része volt. Az első világháború után 1918-ban az új szerb-horvát-szlovén állam, majd később (1929-ben) Jugoszlávia része lett. A német lakosságot a második világháború idején elüldözték. Helyükre a háború után főként szerbek érkeztek. 1991-ben lakosságának 95%-a szerb nemzetiségű volt. A településnek 2011-ben 143 lakosa volt.

## Lakossága
| Lakosság változása | Lakosság változása | Lakosság változása | Lakosság változása | Lakosság változása | Lakosság változása | Lakosság változása | Lakosság változása | Lakosság változása | Lakosság változása | Lakosság változása | Lakosság változása | Lakosság változása | Lakosság változása | Lakosság változása | Lakosság változása |
| ------------------ | ------------------ | ------------------ | ------------------ | ------------------ | ------------------ | ------------------ | ------------------ | ------------------ | ------------------ | ------------------ | ------------------ | ------------------ | ------------------ | ------------------ | ------------------ |
| 1857               | 1869               | 1880               | 1890               | 1900               | 1910               | 1921               | 1931               | 1948               | 1953               | 1961               | 1971               | 1981               | 1991               | 2001               | 2011               |
| 189                | 202                | 212                | 300                | 334                | 379                | 387                | 426                | 367                | 344                | 290                | 328                | 323                | 290                | 227                | 143                |